# オリヴァー・ヴァラカー・エドヴァルセン
オリヴァー・ヴァラカー・エドヴァルセン（Oliver Valaker Edvardsen、1999年3月19日 - ）は、ノルウェー・バールム出身のサッカー選手。アヤックス・アムステルダム所属。ポジションはフォワード。

## クラブ経歴
2014年、3部リーグにあたるノルウェー・セカンドディビジョンのドレーバク＝フローグンILでキャリアをスタートさせた。
2019シーズン、グロルドILでプレーしていたエドヴァルセンは、シーズン前半戦のリーグ戦16試合で10得点を挙げたことで、2019年8月にエリテセリエンのスターベクIFへ引き抜かれた。
2022年7月15日、エールディヴィジのゴー・アヘッド・イーグルスに移籍し、3年契約を結んだ。